# 당빈
당빈(唐彬, 235년 ~ 294년 )은 서진(西晉)의 무장으로 자(字)는 유종(儒宗)이다.

## 생애
노국(魯國) 추현(鄒縣) 출신으로, 젊은 시절에 완련에 의지하는 무장이었지만 후에 「주역」등의 경서와 사기에 정통하였다.
서진(西晉)이 건국 후, 279년에 광무장군(鑛武將軍)으로 용양장군(龍驤將軍) 왕준(王濬)과 함께 진의 오 정벌에 참전하여 군사 20만 명과 을 인솔해 구촉령으로부터 장강을 따라 진군하였다.
280년, 오나라가 멸망한 뒤, 옹주자사(雍州刺史)에 올랐다.
294년, 팔왕의 난(八王之亂)이 일어난 시기에 죽었다.

## 《삼국지연의》에서의 당빈
《삼국지연의》에서는 279년, 왕준(王濬)과 함께 진의 오 정벌에 종군하였을 때 이름만 언급이 되었으며, 다른 언급은 없었다.